# Абака (архитектура)

Классическая абака

Аба́ка, абак (др.-греч. ἄβαξ, ἀβάκιον — стол; лат. abacus — стол, счётная доска; фр. abaque  — доска, плита) — плита, составляющая верхнюю часть капители колонны, полуколонны, пилястры, находится непосредственно под архитравом. В зависимости от ордера может иметь профилированные или гладкие края, быть в плане квадратной или с вогнутыми краями.

## Общие сведения

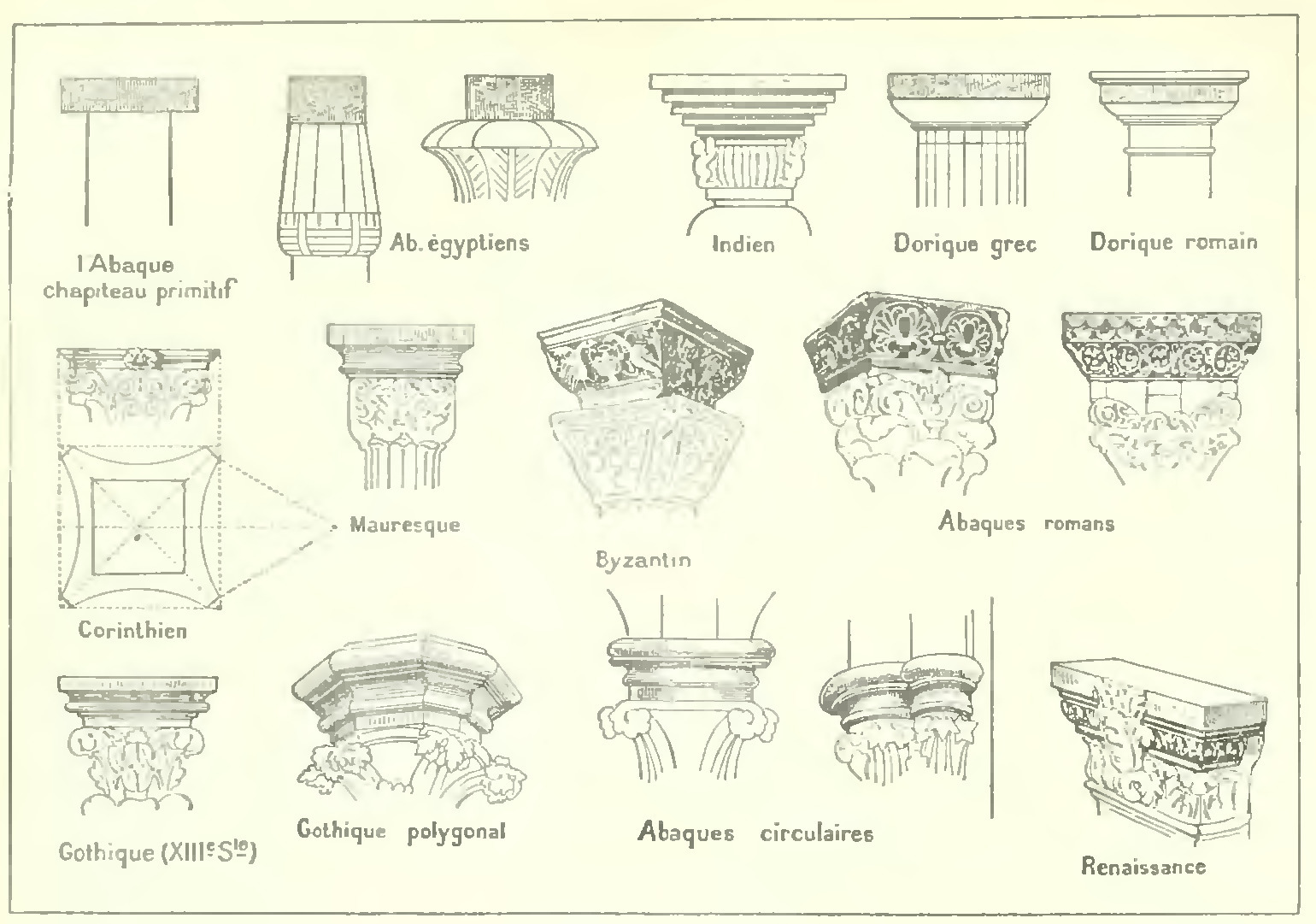
Иллюстрация 1898 года с абаками разных архитектурных стилей

Абака как часть архитектурного ордера вопреки расхожему мнению имеет не конструктивный, а зрительный, метафорический смысл. Характерный пример: египетская колонна с невидимой снизу маленькой абакой кубической формы, расположенной между капителью и перекрытием. Благодаря этому элементу потолок храма, расписанный золотыми звёздами по синему фону, представляется зрителю, находящемуся внизу, не опирающимся на колонны перекрытием, а высоким небом. Колонны, стилизованные под связанные стебли лотоса или папируса, расставлены таким образом, что с любой точки зрения между ними не видно просветов, в результате чего возникает картина сплошного леса, зарослей, создающих мистические, иррациональные ощущения.
В дорическом ордере древнегреческой архитектуры абака значительно выходит за границы расположенного над ней архитрава. Поэтому расширение наверху в форме квадратной плиты, будто бы необходимое для перераспределения нагрузки, на самом деле освобождалось от тяжести с помощью зазора между абакой и архитравом. Иначе мягкий известняк абаки давал бы трещины по углам ещё в процессе строительства. В результате абака, как и капитель в целом, превращались в видимость, представляли собой не действительно работающую конструкцию, а её изображение. В связи с этим О. Шуази писал: «Только в архаических памятниках абака действительно несёт на себе нагрузку антаблемента. Но её реальное назначение забывается уже со времени постройки Парфенона». Зрительную функцию многих ордерных элементов классической архитектуры, в отличие от элементов строительной конструкции, в архитектуроведении называют тектонической.

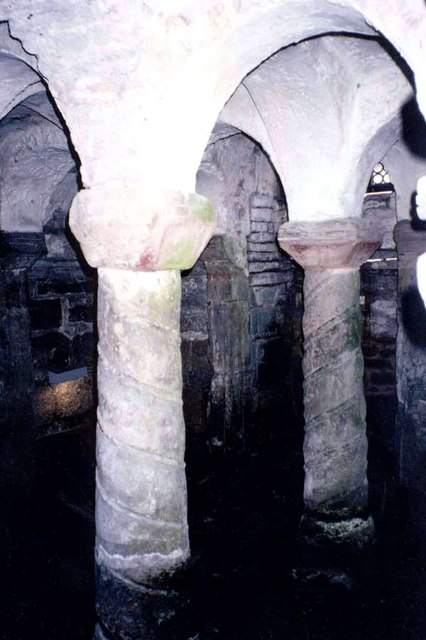
Склеп аббатства Рептон

В греко-ионическом и тосканском ордерах абака имеет простую четырёхугольную форму, а в римско-ионическом, коринфском и композитном ордерах — четырёхугольную сложнопрофилированную форму с усечёнными углами. В середине каждой из сторон — орнаментальная розетка. Переход от капители к абаке в римских ордерах осуществляется с применением абациссы (греч. стол, полочка).
Другое античное значение термина «абак» (счётной доски) теоретики архитектуры связывают с функцией ордерной абаки как одного из модулей пропорционирования архитектурных сооружений древности. Другим модулем был эмбат (нижний диаметр колонны). Абака — также название мраморных плит, употреблявшихся у древних греков и римлян для облицовки стен внутренних помещений.

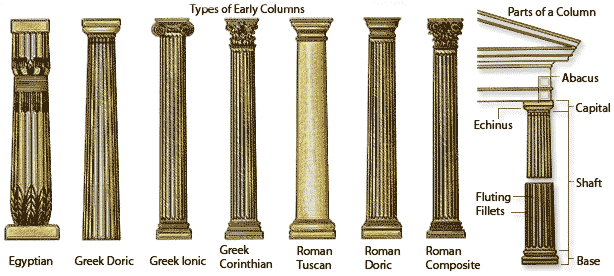
Типы ордеров в древней египетской, греческой и римской архитектуре.

## Абака в средневековой архитектуре
В Средние века, в архитектуре Византии и стран Западной Европы античная ордерная система упрощалась, соответственно и абака имела весьма скромное значение. Часто абаку заменяли импостом. В ранней романской архитектуре абака имеет вид слегка скошенной плиты или нескольких горизонтально расположенных плиток, например в склепе аббатства Рептон, Саксония (рис. 1), в галерее трапезной в Вестминстерском аббатстве. Боковые стороны абаки орнаментировали. Примеры: Лондонский Тауэр и Алтоне, Хэмпшир (рис. 2). Иногда абака приобретала округлую (рис. 4) или восьмиугольную форму.

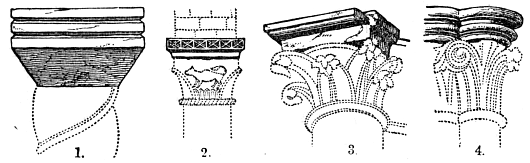